# Profanación

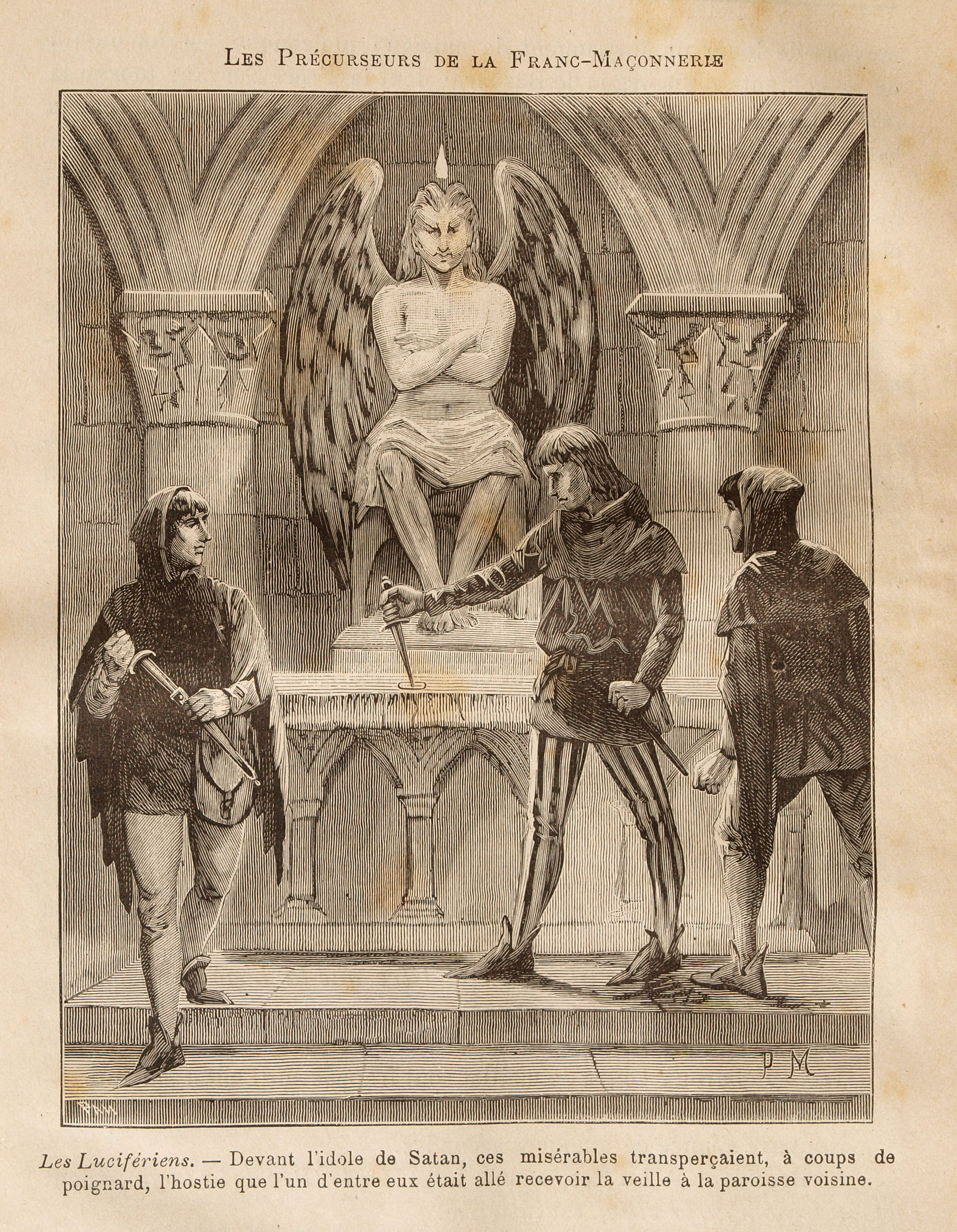
Profanación de una hostia durante una misa negra, en un dibujo de Pierre Méjanel.

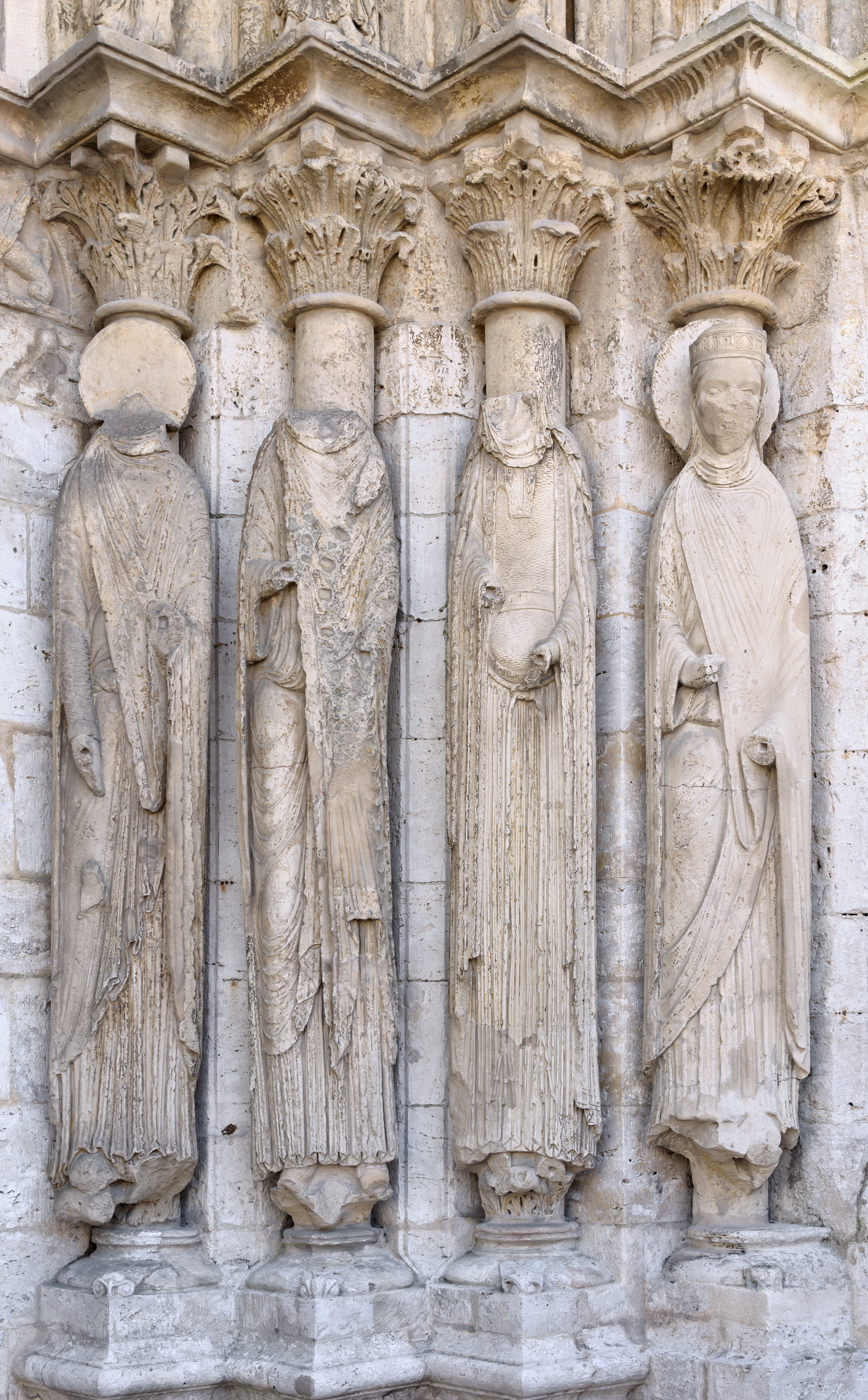
Esculturas del exterior de la Iglesia de Saint-Ayoul de Provins, Francia, decapitadas durante la Revolución Francesa.

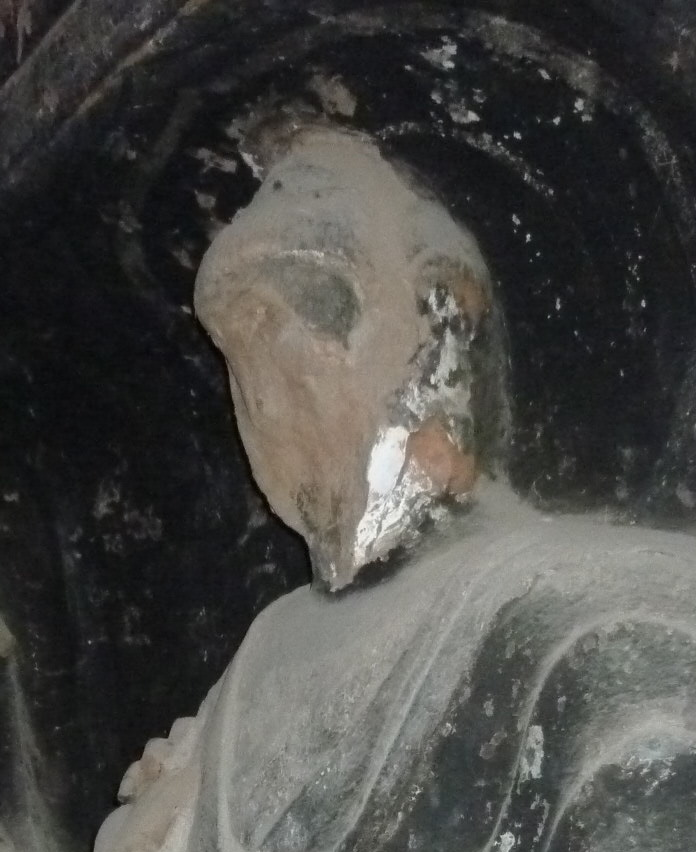
Estatua de Buda profanada durante la Revolución Cultural China (1966-1976).

Se llama profanación al uso irresponsable, irrespetuoso o maltrato de cosas, objetos, edificios/instituciones o, incluso personas a las cuales se considera como sagradas, importantes o dignas de respeto.

## Profanación de la eucaristía
La profanación de la eucaristía es el acto de arrojar o retener la hostia eucarística y por extensión cualquier acto voluntario de abierto desprecio hacia la misma.
Se asocia, entre otros, a sectas y personas identificadas con el satanismo o lo oculto. Las hostias sagradas son profanadas para celebrar diversos ritos como ritos paganos, brujerías o misas negras.
En la Iglesia latina quien sea encontrado culpable de profanación será sometido a la pena de la excomunión latae sententiae.
El Consejo Pontificio para la Interpretación de los Textos Legislativos aclara el Canon 1367 del Código de Derecho Canónico como sigue: “Queda excomulgado automáticamente no sólo quien "arroja" o "retiene" indebidamente hostias o vino consagrados, sino también, quien, "sin sacarlas del sagrario, de la custodia o del altar, las hace objeto de un acto externo, voluntario y grave de desprecio”. En este caso la excomunión no requiere el pronunciamiento del obispo o del tribunal eclesiástico.
Juan Pablo II ordenó la publicación de esta interpretación del Código de Derecho Canónico en una audiencia ofrecida al obispo Julián Herranz Casado el 3 de julio de 1999.[cita requerida]

## Profanación de edificios e instituciones

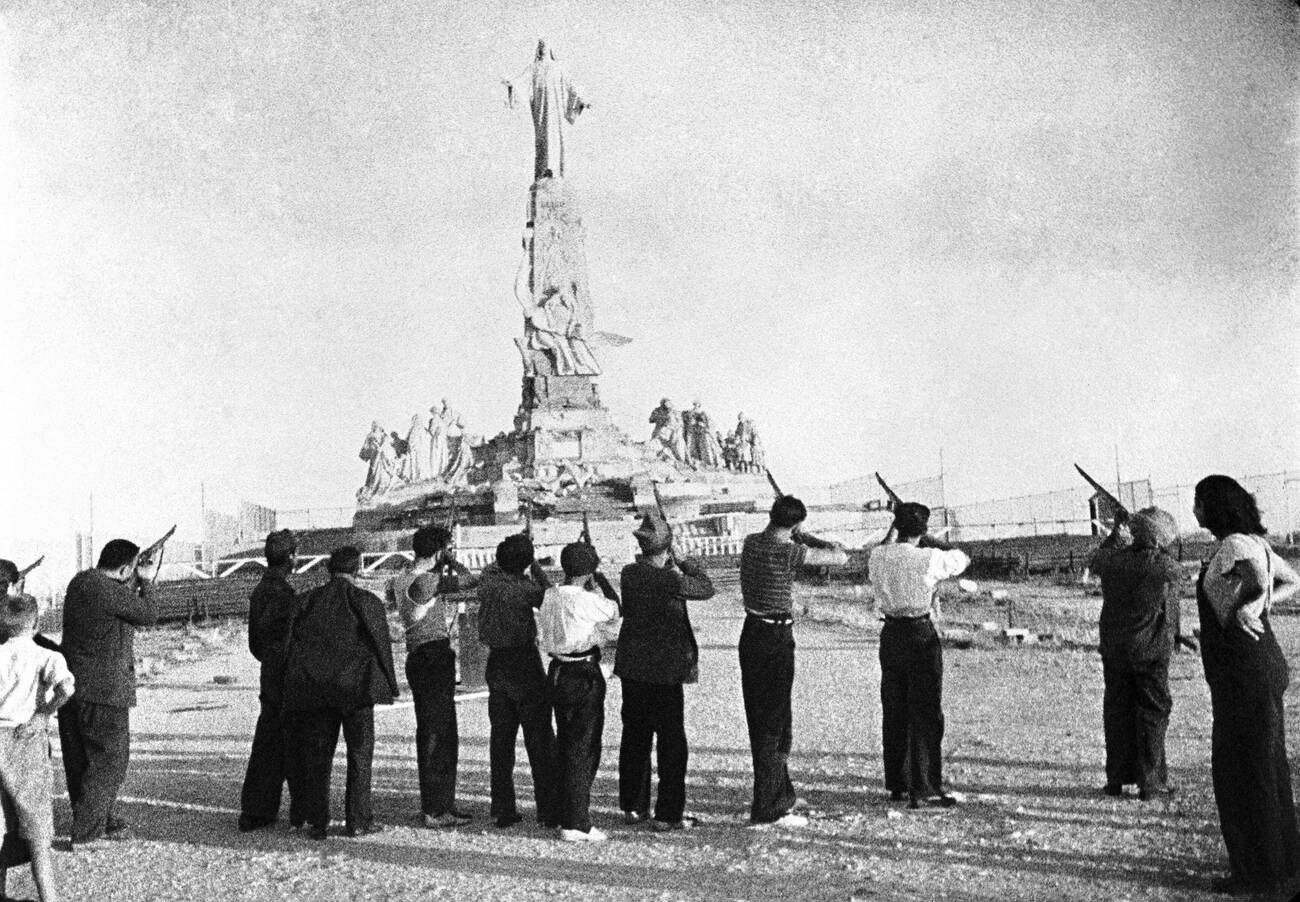
Milicianos anarquistas fusilan el Monumento al Sagrado Corazón de Jesús del Cerro de los Ángeles a comienzos de la Guerra Civil Española (1936-1939). El posicionamiento de la Iglesia a favor del bando sublevado provocó una oleada de actos vandálicos contra edificios religiosos en la zona republicana.

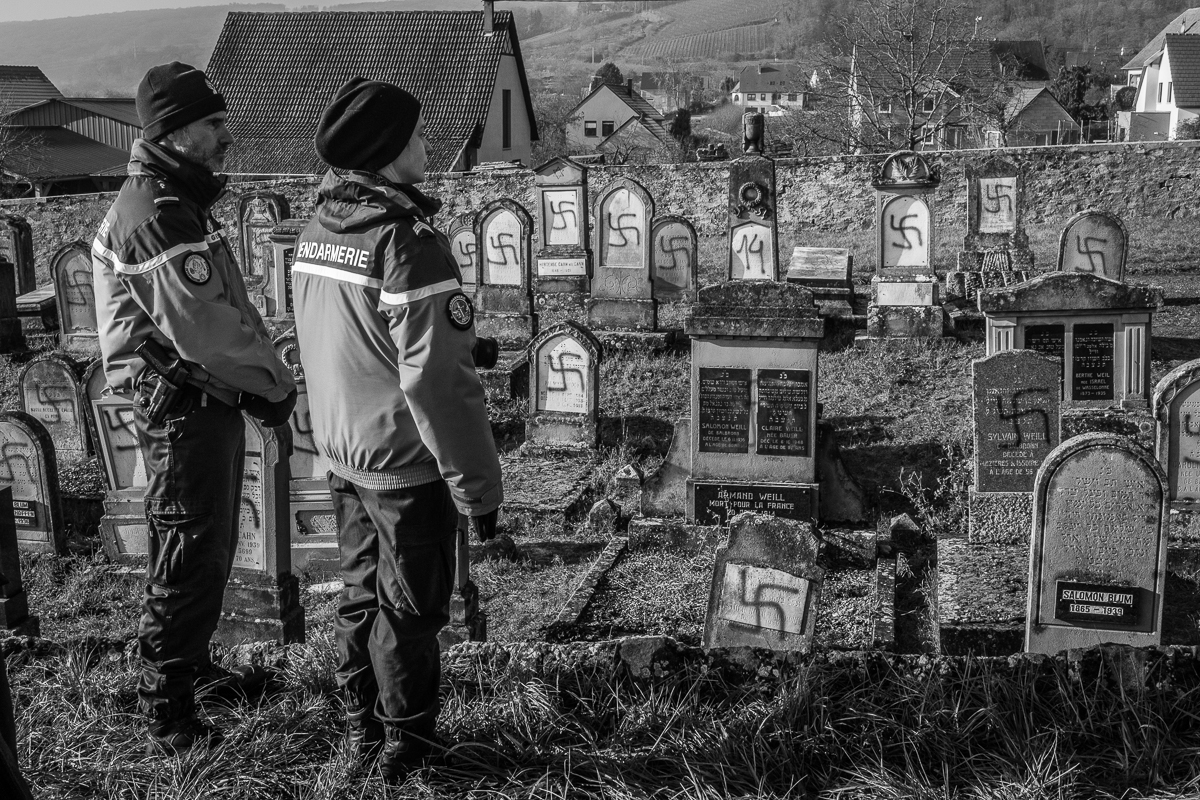
Tumbas profanadas en el cementerio judío de Westhoffen, Francia (diciembre de 2019).

La profanación de edificios e instituciones religioso-espirituales es su utilización irrespetuosa, por ejemplo, la quema de edificios como escuelas, conventos, iglesias, monasterios, mezquitas y sinagogas, o el saqueo de los objetos considerados sagrados de dichos edificios.

## Profanación de bandera

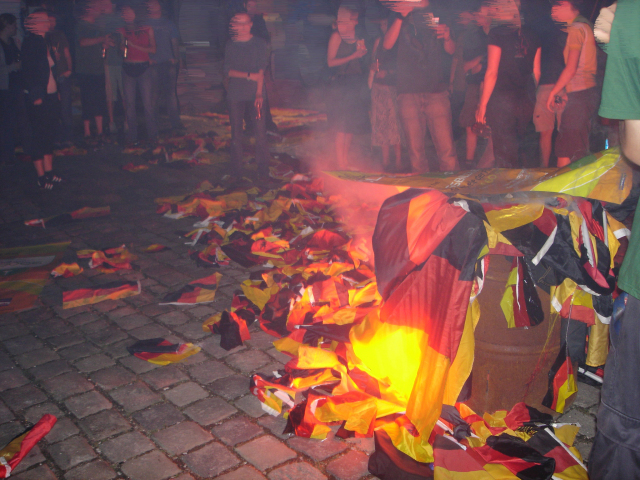
Banderas alemanas siendo quemadas en una manifestación en julio de 2006.

La profanación de bandera es un acto intencional destrucción, daño o desfiguración a una bandera, generalmente, a una nacional. Puede tratarse de un acto de protesta política en contra de un país o de sus políticas. Algunos Estados tienen leyes que prohíben métodos de destrucción (como la quema) o determinados usos (por ejemplo, para fines comerciales); tales leyes pueden distinguir entre la profanación de la propia bandera nacional y las banderas de otros países. Otros Estados tienen leyes que protegen el derecho a quemar una bandera como libertad de expresión.

## Profanación de cadáveres
La profanación de cadáveres consiste en excavar el cadáver de su lugar de descanso. Dicho acto está penado por la ley en la mayoría de los países y es considerado un sacrilegio por muchas culturas. Son pocas las excepciones en las que exista personal autorizado a retirar el cuerpo de su tumba, usualmente para cambiarlo de lugar, cremarlo o analizarlo como parte de una investigación por parte de las autoridades.